# Аммассалик

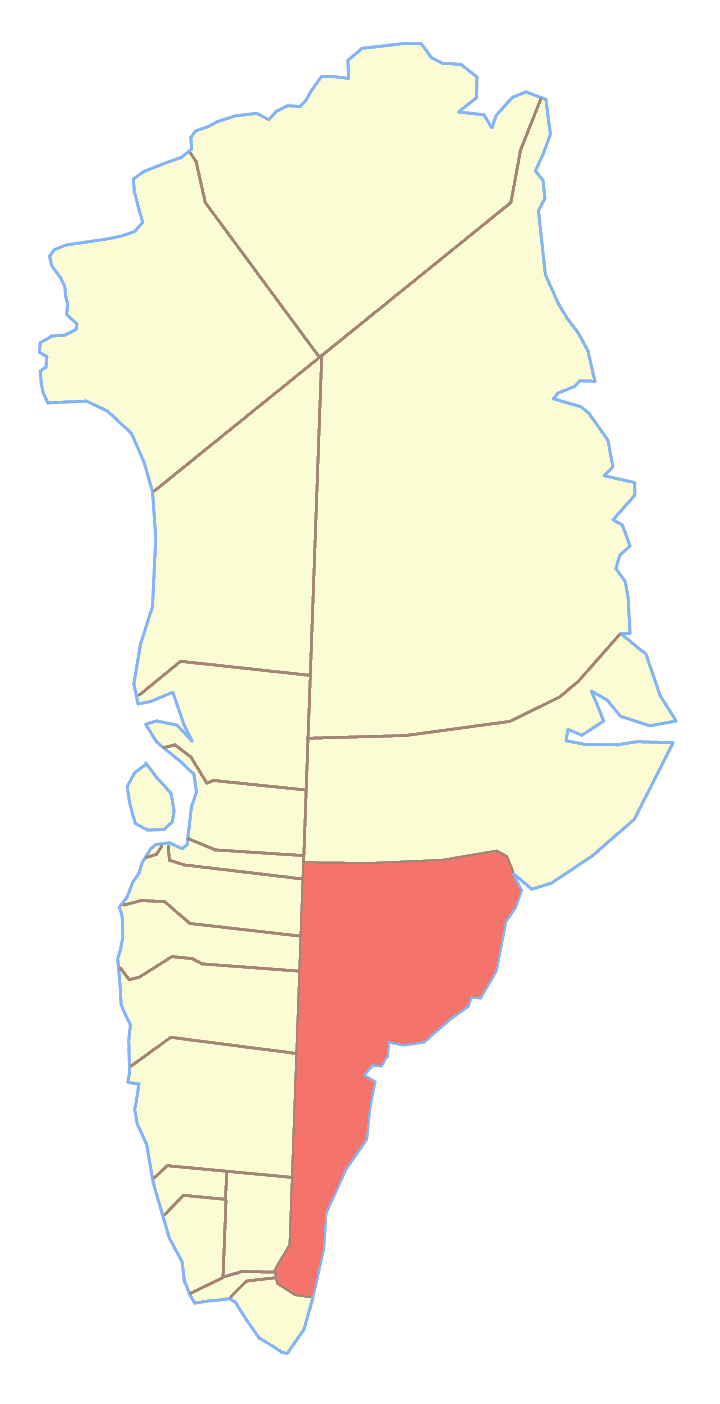
Муниципалитет Аммассалик на административной карте Гренландии

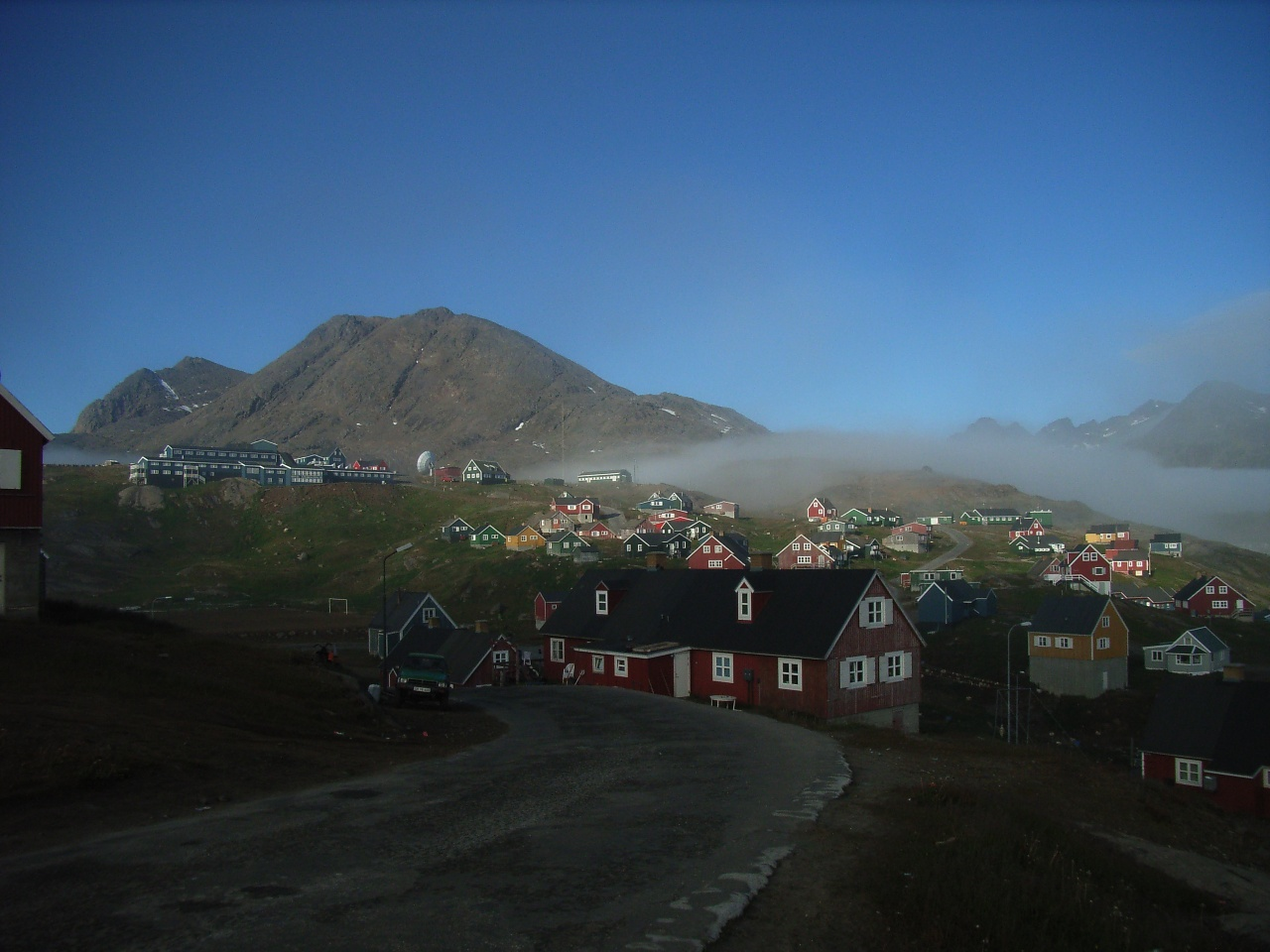
Тасилак

Аммассалик (дат. Ammassalik Kommune, гренл. Ammassalip Kommunia) — южный из двух муниципалитетов Восточной Гренландии (Туну), с 1 января 2009 года упразднён, вошёл в состав коммуны Сермерсоок.
Имея площадь 232100 км², благодаря включенному ледяному щиту, являлся крупнейшим муниципалитетом Гренландии. Западная граница проходила по 44° западной долготы, северная — по 62° северной широты, восточная граница пролегала по Датскому проливу.
Население муниципалитета — 3 031 чел. на 1 января 2005 г. В основном сосредоточено близ столицы Тасиилака (1 849 чел.), расположенной на острове Аммассалик (772 км²). Поселения в радиусе 80 км. — Иккаттек (1), Кернертуарссиут (заброшен), Исорток (120), Кулусук (310), Кууммиут (392), Сермилигаак (212), Тинитекалаак (148).